# Allosidastrum pyramidatum
Allosidastrum pyramidatum är en malvaväxtart som först beskrevs av Antonio José Cavanilles, och fick sitt nu gällande namn av A. Krapovickas, P.A. Fryxell och D.M. Bates. Allosidastrum pyramidatum ingår i släktet Allosidastrum och familjen malvaväxter. Inga underarter finns listade i Catalogue of Life.